# 關島徽章
關島徽章出現於關島旗幟的中央。該徽章中描繪鄰近關島阿加尼亞的阿加尼亞灣（Agaña Bay），以及快速帆船（Proa）與棕櫚樹。
徽章中的椰子樹也被稱之為「生命之樹」，是關島最為主要的代表物。徽章的橢圓形狀是來自於查莫羅人（Chamorro people）所拋擲用來進行戰爭與狩獵的石頭武器。這些拋擲用的石頭是從玄武岩與珊瑚礁之中挖掘出來的。成長於不肥沃的沙地中的椰子樹象徵了自我生存與在任何狀況下成長存在的決心，而它的植幹向天空伸展，代表服從於它的意志來抗拒這些困境。椰子樹彎曲的軀幹證明民族必須經過飢荒、天災、種族滅絕與對外戰爭等的考驗，但是卻能持續熬下來而成為一個民族。徽章中航行的快速帆船（Proa），是查莫羅人建造的航海船隻，速度快而且能夠在水中靈活地航行，但是需要相當大的技巧去建造跟駕船。徽章中的河道，清澈的河水急流入海中與其交會，象徵願意與其他人共享這塊土地上的資源。徽章背景中的陸地表明查莫羅人承擔了他們的家鄉與環境，包括海水與陸地。同樣地，在徽章背景中，「戀人點」（Two Lover's Point）莊嚴地突出於大海無盡的海水中，寫實了人民忠實的義務去傳達他們所自豪的遺產、文化與語言給未來子孫的無窮盡海。

## 外部連結
- （英文）關島徽章